# Нимегк
Нимегк (нем. Niemegk) — город в Германии, в земле Бранденбург.
Входит в состав района Потсдам-Миттельмарк. Подчиняется управлению Нимег. Население составляет 2058 человек (на 31 декабря 2010 года). Занимает площадь 44,81 км². Официальный код — 12 0 69 448.
Город подразделяется на 2 городских района.
| Год  | Население |
| ---- | --------- |
| 2005 | 2295      |
| 2010 | 2100      |

## Фотографии

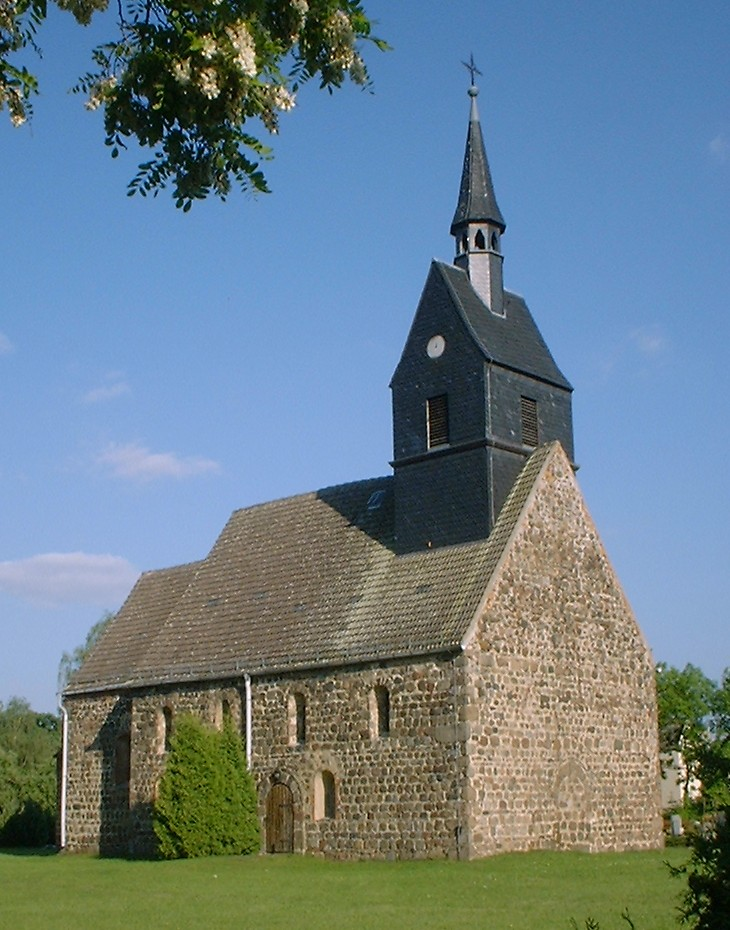
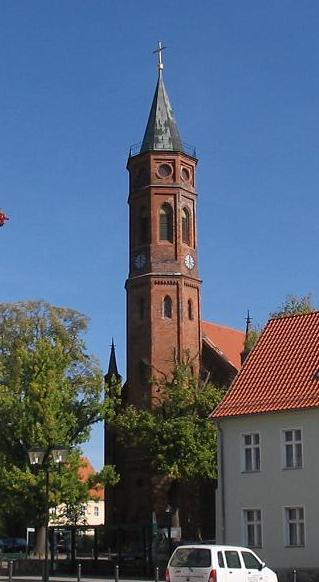
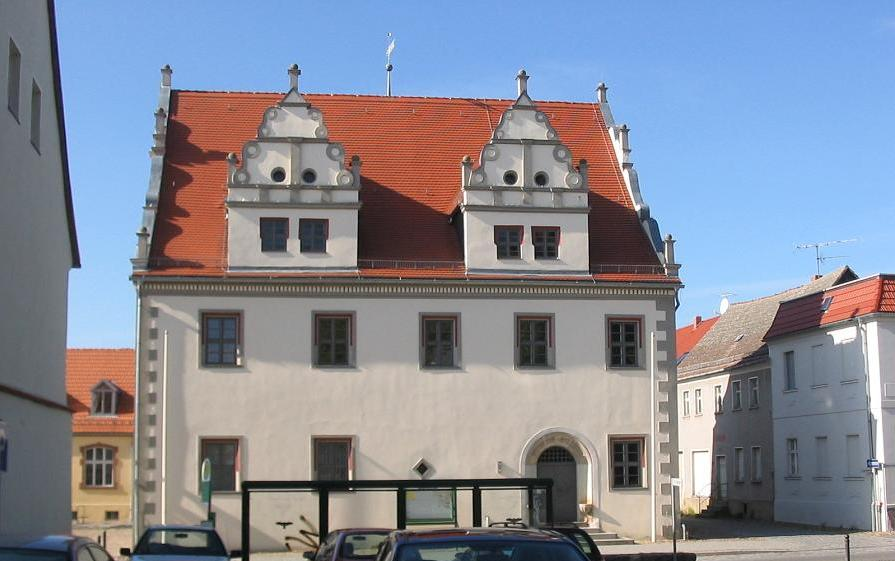
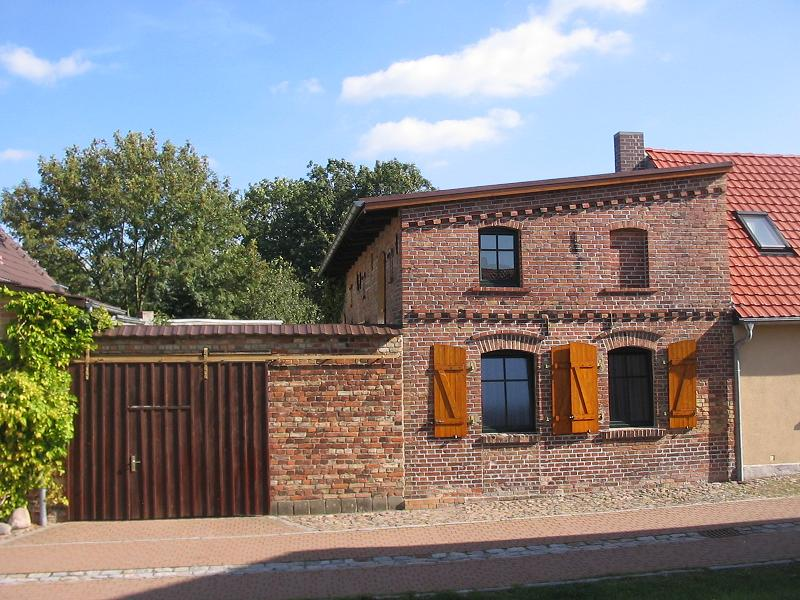
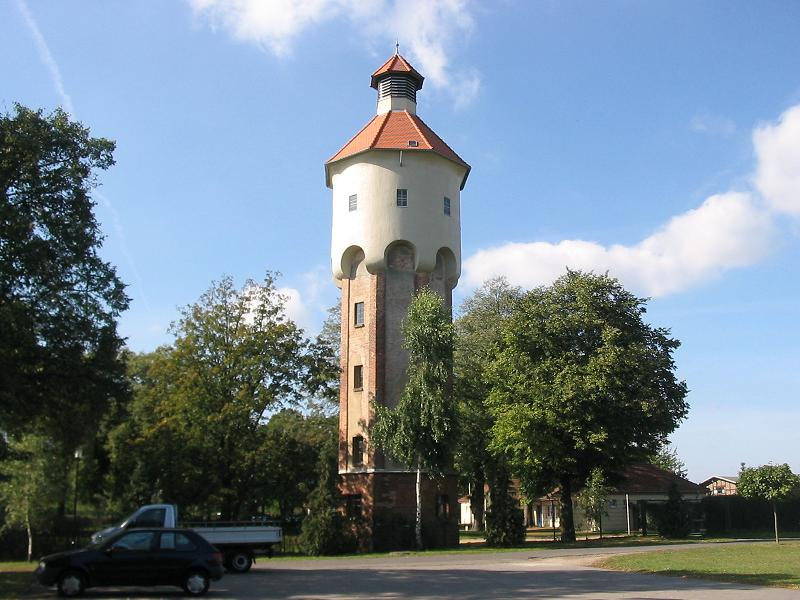
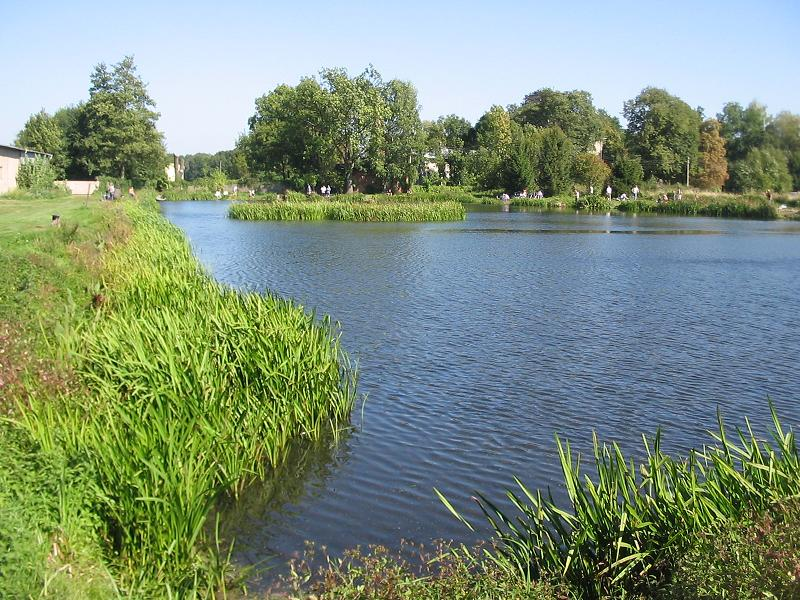